# Polylogarithmique
Ne doit pas être confondu avec Polylogarithme.
Une fonction polylogarithmique de n est une fonction polynomiale en le logarithme de sa variable. Elle a la forme suivante :
Pour éviter les confusions avec les fonctions polylogarithmes, il vaut mieux parler de polynôme logarithmique[réf. nécessaire], par analogie avec les polynômes trigonométriques.

## Propriétés
Une fonction polylogarithmique croît plus lentement que n'importe quel polynôme. Plus précisément, au voisinage de l'infini, toutes les fonctions polylogarithmiques sont négligeables par rapport aux fonctions puissance à n'importe quel exposant strictement positif :
{\displaystyle \forall \varepsilon \in \mathbb {R} _{+}^{*}\quad f(x)=o(x^{\varepsilon })}.

## Applications
En informatique, les fonctions polylogarithmiques apparaissent dans les complexités de certains algorithmes (et en particulier des algorithmes parallèles, dans les classes de complexité parallèle).